# Alderney Airport
Alderney Airport (franska: Aéroport d'Aurigny) är en flygplats i kronbesittningen Guernsey). Den ligger i den nordöstra delen av landet. Alderney Airport ligger 88 meter över havet. Den ligger på ön Alderney.
Terrängen runt Alderney Airport är platt. Närmaste större samhälle är St Anne, 1,1 km nordost om Alderney Airport.